# Skywarp
Skywarp es un personaje ficticio del Universo de la saga de Transformers.

## Transformers: Generación 1

### En El Dibujo Animado
Skywarp fue uno de los primeros Decepticons de despertar en la Tierra en 1984, y ayudó a Megatron y los Decepticons otros de nuevo en línea. Después de que se inactiva por cuatro millones de años, que fue formateado para compartir la misma apariencia de tierra (un F-15 Eagle) como Starscream y Thundercracker, y fue por lo general aliados con ellos durante los ataques. Durante sus primeros días en la Tierra, pronto mostró su poder de teletransportarse a la batalla con Ironhide y Bluestreak.
Aunque un personaje popular en el universo de los Transformers, Skywarp rara vez mostró mucho otra función de ser un leal soldado Decepticon, a pesar de que parecía tener una alegría perversa en elogiar la brillantez de Megatron como líder al frente de Starscream. Skywarp también parece ser el Decepticon menos conocido entre los Autobots, mientras que Starscream se dirige a él por su nombre en "Hacer de él", Optimus Prime solo lo llama por su nombre en Divide y Vencerás.
A pesar de tener funciones muy pocos, esos pocos fueron una parte clave en los episodios. Los ejemplos incluyen cuando perdió el control de sí mismo, porque de Chip Chase mientras mantiene super excitado Megatron ("Roll para él"); Al defender a la Cordillera de los Andes se fue a ayudar a los otros Decepticons en el robo de acero que necesitaban, dejando Starscream y Thundercracker solo para proteger la montaña ("Fuego en el cielo"), usó su capacidad de teletransportarse de teletransportarse a los Autobots, cuando las carreras en la Carrera Autobot y con éxito los golpeó con el láser, lo que obligó a permanecer en el modo de vehículo ; y cuando se vio obligado por Starscream le teletransportarse a Cybertron con el puente espacial, por lo que podía robar personalidades encarcelados para crear el Combaticons ("Brigada de Starscream").
En varios episodios Skywarp se considera junto con Thundercracker y Starscream para atacar con éxito militar de la Tierra en combates en el modo de reacción.
En el episodio, "El inmovilizador", Skywarp es atacado a los Autobots con su "bomba gorila", pero se volvió loco y tuvo que ser destruido por Megatron en modo pistola. Este es el único momento en que haya esta capacidad se ha visto en la ficción Transformers.

#### Batalla de Ciudad Autobot del año 2005
En la batalla de Ciudad Autobot del año 2005, Skywarp fue uno de los cuales quedó malheridos cuando Optimus Prime intervino para proteger Ciudad Autobot donde fue visto luchando contra Optimus Prime, con sus aliados Decepticons recibió fuertes golpes y también fue derribado durante el Asalto en la batalla aérea de la Ciudad Autobot . A la deriva con Megatron y otros Decepticons malheridos como Thundercracker y los Insecticons, Skywarp fue encontrado por Unicron. Unicron utiliza el cuerpo maltratado de Skywarp para crear uno de los nuevos guerreros de Galvatron.  Skywarp posiblemente se convirtió en Cyclonus o la armada de Cyclonus, borrándole la memoria. Un Decepticon de la Tercera Unidad de Jets de Rastreo puesto segundo al mando de Galvatron siendo uno de los más leales, aunque existe controversia acerca de esta animación, debido a las inconsistencias y errores de animación.

### Cómic Marvel
Skywarp, como su nombre lo indica, es capaz de teletransportarse a voluntad.
Las especificaciones originales de la tecnología bio de Skywarp indicaron que él era un maestro de los ataques furtivos, utilizando sus habilidades de teleportación para causar el caos entre los Autobots y sus compañeros Decepticons cuando se juegan bromas malintencionadas. Sin embargo, su relativa falta de inteligencia significa que debe ser constantemente supervisado por sus superiores Megatron y Starscream, o de lo contrario sería inútil.
De acuerdo con las notas originales de las especificaciones de tecnología escritas por Bob Budiansky, que se encuentran en Iacon Uno en el 2006, el número de especificaciones técnicas fueron canjeadas por Starscream y Skywarp, para Thundercracker fuera correcta. Además, estaba previsto originalmente para Skywarp tener un rango de inteligencia de 4 (cambiado a 7), pero cuando las especificaciones Skywarp y Starscream fueron intercambiados, a Skywarp se le dio una calificación de 9, en completa oposición a sus especificaciones técnicas, que determinaron que no era muy inteligente.

## TransformersBeast Wars
Skywarp es un miembro de los Maximales que se transforma en un Águila y ayuda a Optimus Primal a combatir a los Predacons.

## Transformers Animated
Skywarp es un clon de Starscream que representa su cobardía, le tiene básicamente miedo a todo. Él no puede estar quieto, incluso, aun cuando nada está sucediendo. En el Último Episodio de la Segunda Temporada A un Puente de Distancia Parte II Blurr le llega a poner las esposas de éxtasis cuando este atacaba con mucho miedo, en el momento que es atrapado por El Constructicon Mixmaster Megatron abre el Puente Espacial lo agarra a Skywarp junto con Thundercracker y Blurr y los arroja a una parte desconocida del espacio exterior. Incluso en el Episodio Teletransportados Parte I no hizo nada para detener a Blurr t siempre se le ve temblando de miedo.

## Enlaces
- Skywarp en TFWiki.net Transformers Wiki
- TFU.INFO WE ARE TRANSFORMED

- Datos: Q2574551